# Salmon Gums
Salmon Gums is een plaatsje in West-Australië in de regio Goldfields-Esperance. Het ligt 780 kilometer ten oostzuidoosten van Perth, 103 kilometer ten noorden van Esperance en 95 kilometer ten zuiden van Norseman. Het plaatsje is genoemd naar een gordel Eucalyptus salmonophloia bomen (Salmon Gums) die een oriëntatiepunt vormde voor de goudzoekers die in de jaren 1890 naar de goudvelden trokken. De volkstelling van 2006 telde 789 inwoners, tegenover nog slechts 146 in 2021.

## Geschiedenis
De streek is het grondgebied van het Kalaako Aboriginesvolk. In 1912 werd grond afgebakend voor een dorp om stoomtreinen van water te voorzien halverwege de spoorweg tussen Norseman en Esperance. De naam van het dorp werd voorgesteld in 1916. In 1922 werd een dam gebouwd om de stoomtreinen van water te voorzien. Die zou dienen tot de jaren 1950 toen diesellocomotieven hun intrede deden. Toen in 1925 het baanvak Salmons Gums - Esperance in dienst werd gesteld, werd het dorp officieel gesticht.
De bevolking groeide na de Eerste Wereldoorlog toen teruggekeerde soldaten in de streek gronden toegewezen kregen in het kader van de Soldier Settlement Schemes. In die tijd werd Salmon Gums aanzien als op de grens van het vruchtbare grondgebied. Tot de jaren 1950 waren de oogsten mager door de slechte kwaliteit van de bodem en de lage jaarlijkse regenval van 341 mm. De vraag naar grondgebied was er niet hoog en dus lag de opportuniteitskost voor de overheid laag.
In de jaren voorafgaand aan de Tweede Wereldoorlog werd meer geïnvesteerd in landbouwonderzoek. Het Salmon Gums Research Station werd opgericht. In 1949 werd een gelijkaardig onderzoeksinstituut in Esperance opgericht, het Esperance Downs Research Station. Onderzoek door dat laatste wees snel uit dat de bodem in de streek rond Esperance een tekort vertoonde aan sporenelementen als fosfor, koper en zink. Toevoeging van die elementen verbeterde de vruchtbaarheid van de grond en vergrootte de oogst aanzienlijk. Daardoor werd de productie van tarwe, schapen en runderen in de regio en in Salmon Gums rendabel.

## 21e eeuw
Salmon Gums maakt deel uit van het lokale bestuursgebied (LGA) Shire of Esperance. In het district worden tarwe en andere granen geproduceerd. In het dorp staan lokale graanopslagplaatsen van de CBH Group, een landbouwcoöperatie.
De inwoners van Salmon Gums verlaten sinds het begin van de 21e eeuw echter langzaamaan het dorp door een grote droogte.

## Transport
Salmon Gums ligt langs de Coolgardie–Esperance Highway. De GE3-busdienst van Transwa stopt er enkele keren per week.
De spoorweg tussen Kalgoorlie en Esperance loopt door Salmon Gums en maakt deel uit van het goederenspoorwegnetwerk van Arc Infrastructure. Er rijden geen reizigerstreinen.

## Klimaat
Salmon Gums kent een koud steppeklimaat, BSk volgens de klimaatclassificatie van Köppen. De gemiddelde jaarlijkse temperatuur bedraagt 16,6 °C en de gemiddelde jaarlijkse neerslag 350 mm.
| Maand                                  | jan  | feb  | mrt  | apr  | mei  | jun  | jul  | aug  | sep  | okt  | nov  | dec  | Jaar  |
| -------------------------------------- | ---- | ---- | ---- | ---- | ---- | ---- | ---- | ---- | ---- | ---- | ---- | ---- | ----- |
| Hoogste maximum (°C)                   | 46,3 | 44,8 | 43,2 | 38,9 | 32,5 | 32,2 | 29,4 | 32,0 | 35,6 | 39,5 | 42,4 | 45,3 | 46,3  |
| Gemiddeld maximum (°C)                 | 30,6 | 29,6 | 27,3 | 23,3 | 19,9 | 16,9 | 16,1 | 17,4 | 20,3 | 23,5 | 26,4 | 29,0 | 23,4  |
| Gemiddeld minimum (°C)                 | 13,9 | 14,0 | 12,6 | 9,9  | 7,2  | 5,6  | 4,6  | 4,7  | 5,7  | 7,6  | 10,1 | 12,2 | 9,0   |
| Laagste minimum (°C)                   | 3,0  | 3,0  | −0,4 | −1,6 | −2,5 | −5,7 | −4,4 | −6,1 | −4,4 | −2,8 | −1,2 | 1,0  | −6,1  |
|                                        |      |      |      |      |      |      |      |      |      |      |      |      |       |
| Neerslag (mm)                          | 26,5 | 24,4 | 26,5 | 26,7 | 34,0 | 37,9 | 36,5 | 34,2 | 31,9 | 27,7 | 26,6 | 20,0 | 352,9 |
| Regendagen (dag)                       | 4,4  | 4,4  | 5,4  | 7,1  | 9,5  | 11,2 | 12,5 | 11,9 | 10,0 | 7,8  | 6,2  | 4,7  | 95,1  |
| Bron: Australian Bureau of Meteorology |      |      |      |      |      |      |      |      |      |      |      |      |       |

## Galerij

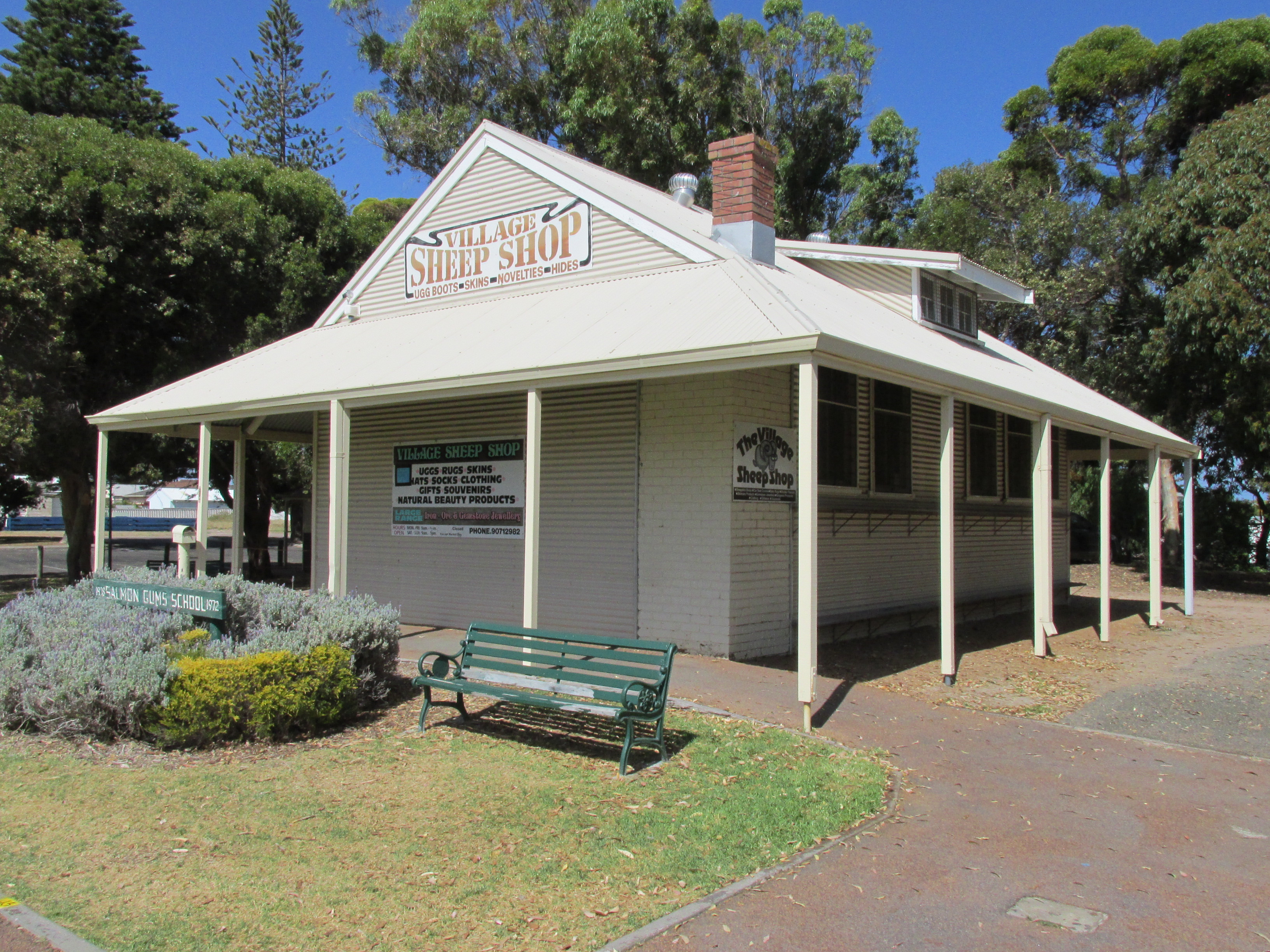
Het oude schooltje van Salmon Gums (1928-1972)
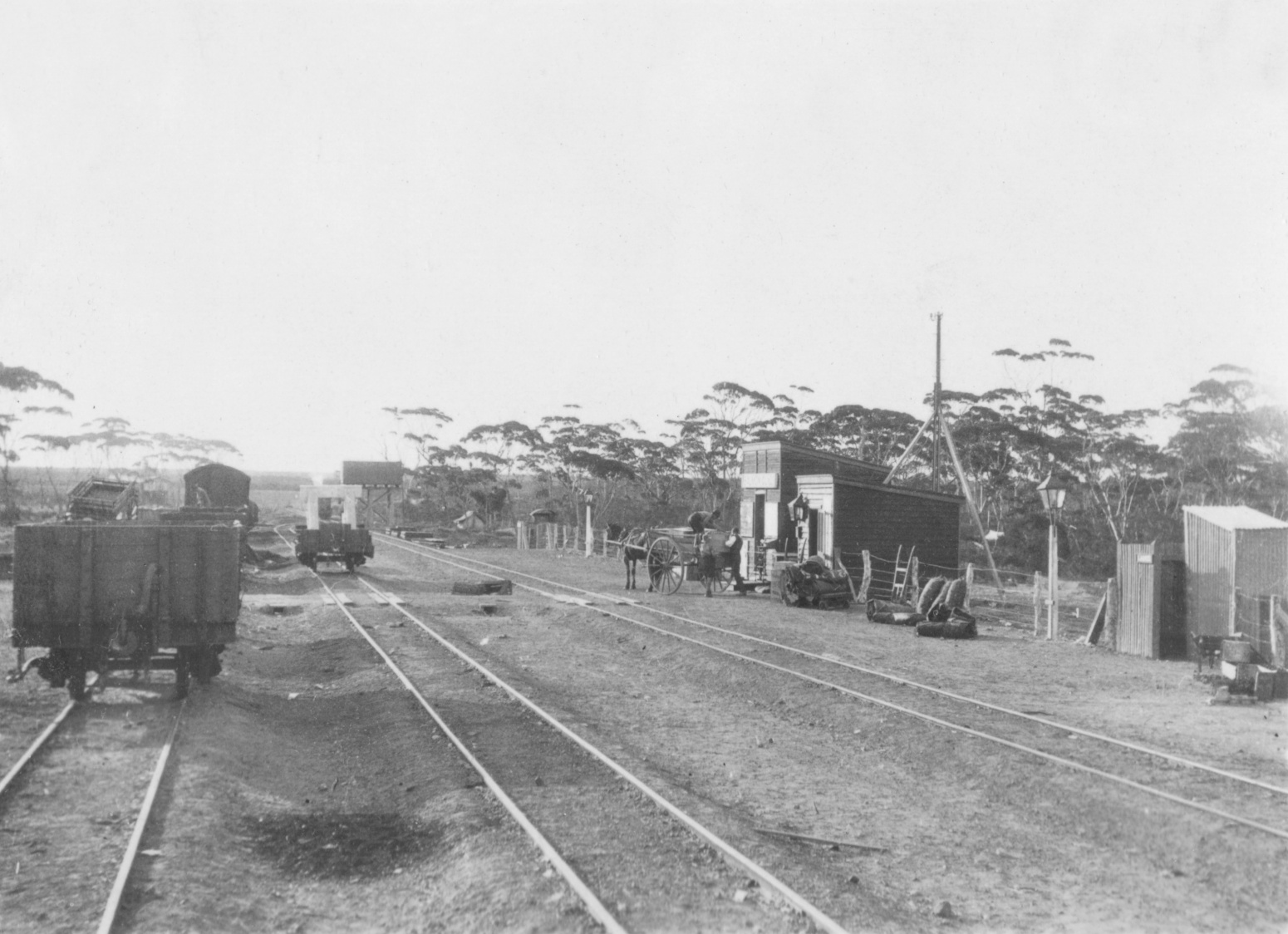
Salmon Gums spoorwegstation 1928

Agnew · Balagundi · Balgarri · Bardoc · Beria · Black Flag · Bonnie Vale · Boorara · Boulder · Broad Arrow · Buldania · Bullabulling · Bulong · Burbanks · Burtville · Callion · Cascade · Comet Vale · Condingup · Coolgardie · Coonana · Cosmo Newbery · Cundeelee · Dalyup · Davyhurst · Duketon · Dundas · Dunnsville · Esperance · Eucla · Eulaminna · Euro · Feysville · Forrest · Gibson · Gindalbie · Golden Ridge · Goongarrie · Grass Patch · Gudarra · Gwalia · Higginsville · Hopetoun · Israelite Bay · Jerdacuttup · Kalgoorlie · Kambalda · Kambalda West · Kanowna · Kathleen · Kintore · Kookynie · Kurnalpi · Kunanalling · Kundana · Kurrajong · Kurrawang · Lakewood · Laverton · Lawlers · Leinster · Leonara · Linden · Londonderry · Loongana · Malcolm · Menzies · Mertondale · Mount Burges · Mount Ida · Mount Margaret · Mount Morgans · Mulgarrie · Mulwarrie · Mulline · Mungari · Munglinup · Murrin Murrin · Niagara · Norseman · Ora Banda · Princess Royal · Ravensthorpe · Rawlinna · Salmon Gums · Scaddan · Sir Samuel · Tampa · Vivien · Warburton · Waverley · Widgiemooltha · Windanya · Wingellina · Woodarra · Yarri · Yerilla · Yunndaga · Yundamindera · Zanthus